# EchoStar XXI
O EchoStar XXI (anteriormente denominado de TerreStar 2 e EchoStar T2) é um satélite de comunicação geoestacionário estadunidense construído pela Space Systems/Loral (SS/L) que está localizado na posição orbital de 10,25 graus de longitude leste e é operado pela Dish Network Corporation (EchoStar). O satélite foi baseado na plataforma LS-1300 e sua expectativa de vida útil é de 15 anos.

## História
A Space Systems/Loral (SS/L) anunciou em abril de 2005 que completou a revisões do projeto do primeiro satélite geoestacionário para a TerreStar Networks Inc., o TerreStar 1, e entrou na fase de construção dos serviços móveis via satélite do programa (MSS). O satélite TerreStar, juntamente com um componente centro terrestre auxiliar (ATC), foi projetado para fornecer a próxima geração de transmissão de áudio móvel de 2 GHz e comunicações de dados, monitoramento e serviços de mensagens em todo os Estados Unidos.
O satélite foi projetado para gerar centenas de feixes pontuais que cobrem o território continental dos Estados Unidos, Canadá, Alasca, Havaí, Porto Rico e Ilhas Virgens Americanas. O contrato entre a SS/L e TerreStar também incluía uma opção para a construção de um segundo satélite, o TerreStar 2.
Em agosto de 2006, a TerreStar contratou a Space Systems/Loral (SS/L) para entregar um segundo satélite ligeiramente melhorado, o TerreStar 2, em 2009.
A Dish Network Corporation (EchoStar) adquiriu substancialmente todos os ativos da TerreStar Networks, em março de 2012.
O TerreStar 2 foi rebatizado pela EchoStar inicialmente para EchoStar T2 e posteriormente para EchoStar XXI.

## Lançamento
O satélite foi lançado com sucesso ao espaço em 8 de junho de 2017, às 03:45 UTC, por meio de um veículo Proton-M/Briz-M, a partir do Cosmódromo de Baikonur, no Cazaquistão.